# 牛食坑
牛食坑，是臺灣高雄市大社區的一個傳統地域名稱，位於該區東北部。相較於今日行政區，其範圍大致包括嘉誠里東南大半部、大社里東北端。
本地區境內主要聚落為加蚋崎。

## 歷史
台灣日治初期，牛食坑地區為一街庄，稱為「牛食坑庄」（舊制街庄），隸屬於觀音中里。該庄昔日北與面前埔庄為鄰，東邊北段與溪埔庄為鄰，東邊南段及東南邊與姑婆藔庄為鄰，西南邊為前埔厝庄、大社庄，西邊為蜈蜞潭庄。
1901年（日治明治三十四年）11月11日，全台廢縣廳改設二十廳，該庄隸屬於鳳山廳。1904年（明治三十七年）5月3日，該庄編入「保舍甲區」，隸屬於鳳山廳。1909年（明治四十二年）10月25日，全台合併二十廳為十二廳，保舍甲區改隸屬於臺南廳。1920年（大正九年）10月1日，全台地方制度大改正，廢十二廳改設五州二廳，該庄改制為「牛食坑」大字，隸屬於高雄州高雄郡仁武庄（新制街庄）。1924年（大正十三年）12月25日，高雄郡廢郡，仁武庄改隸屬於鳳山郡。
戰後仁武庄改制為仁武鄉，隸屬於高雄縣，大字亦改制為村。1950年（民國39年）10月1日，高、屏分治，仁武鄉仍隸屬於高雄縣。1951年（民國40年）8月，仁武鄉拆分出大社鄉，本地區改隸屬於大社鄉。2010年（民國99年）12月25日，高雄縣、市合併為直轄高雄市，大社鄉改制為大社區，村亦改制為里。

## 聚落
本地區發展較早的聚落為牛食坑（已消失）、水哮（已消失）、加蚋崎、柑仔宅（已消失），在日治初期的官方地圖上已有記載。

## 交通
市道186甲線是大社至大坑的道路，經過本地區西南端凸出部分。由該道路西行（大方向）可前往點大社區大社市區，並止於市道186號路口；東行（大方向）可前往仁武區東北端、大樹區，並止於姑婆寮地區大坑聚落南郊的區道高145線路口。
區道高46線是鳳山厝至番仔坑的道路，經過本地區的加蚋崎聚落。
區道高47線是嘉誠至大社的道路，其北側端點（起點）位於本地區西南部加蚋崎聚落的區道高46線路口。